# Geometria solida
Viene chiamata geometria solida quella branca della geometria che si interessa dei solidi, ovvero delle figure geometriche formate da punti tutti compresi in uno spazio tridimensionale.
In tale spazio, che è detto volumetrico ed è caratterizzato da tre diverse dimensioni, si possono considerare tre assi tra loro perpendicolari: l'asse  x , l'asse  y  e l'asse  z ; è proprio la presenza di tre assi che lo differenzia dallo spazio planare, provvisto di sole due dimensioni. Il punto in cui i suddetti tre assi si incrociano è chiamato origine, e viene indicato con una O maiuscola. Dei tre assi, l' x  è la larghezza, l' y  l'altezza e lo  z  la profondità.

## I solidi
I solidi, sono figure di cui la geometria solida si occupa e posseggono diversi elementi:
- Il volume, in quanto si sviluppano in tre dimensioni
- Le facce (solo per solidi dotati di superfici piane, nel caso di solidi dotati di superfici curve questa definizione non è possibile)

- Gli spigoli
- I vertici
- Gli angoli diedri:
- Gli angoloidi

Elementi di geometria solida.

Il volume è tutto lo spazio interno alla figura solida. Esso, differentemente dall'area, si articola in tre dimensioni.
La faccia è, per quanto riguarda un poliedro, ciascuna delle forme geometriche o poligoni che ne delimitano il volume. Le aree di tutte le facce del poliedro, se sommate, danno l'area superficiale del solido. Ogni faccia è rappresentata da un poligono, che può essere regolare o irregolare. Il numero minimo di facce necessario a costruire un poliedro è 4.
Lo spigolo è il segmento d'intersezione tra due facce poligonali. Ovvero gli spigoli sono dati dall'intersezione tra le facce, pertanto nel poliedro sono segmenti che rappresentano i lati delle facce
Il vertice è in geometria quel punto in cui almeno tre facce di un poliedro convergono. Esso è dunque formato dall'intersezione di tre o più diversi spigoli.
L'angolo diedro è, come si intuisce dal nome, l'angolo tridimensionale formato da due facce e dallo spigolo compreso tra esse. Più in generale un angolo diedro si genera dall'intersezione di due piani nello spazio. Nel caso di un poliedro si genera dall'intersezione di due facce.
L'angoloide è la regione di spazio delimitata da 3 o più facce che convergono verso uno stesso vertice. Il numero minimo di facce necessarie per formare l'angoloide è 3. La sua misura è data dalla somma di tutti gli angoli al vertice che lo compongono. Per costruire un poliedro convesso gli angoloidi devono essere sempre < 360°
I poliedri sono divisibili in poliedri irregolari, prismi e piramidi. Mentre le varie componenti dei primi sembrano non seguire alcuna particolare regola di composizione, i secondi sono sempre formati da due figure piane che fanno da basi (regolari o irregolari, ma in ogni caso tra loro uguali) e un numero di parallelogrammi pari al numero di lati delle figure di base. Le piramidi, invece, sono formate da una figura piana che fa da base (come prima, regolare o irregolare) e da un numero di triangoli pari al numero dei lati della base; tutti i suddetti triangoli hanno un vertice in comune.

## I solidi di rotazione
Oltre ai poliedri, la geometria solida si interessa anche ai cosiddetti solidi di rotazione, ovvero a quelle figure geometriche tridimensionali provviste di almeno una superficie curva. Questi solidi sono chiamati "di rotazione" perché derivano dalla rotazione di diverse figure geometriche piane, come parabole, cerchi, rettangoli, triangoli e altre ancora.
Tra i solidi di rotazione più importanti ricordiamo la sfera (dal semicerchio), il cilindro (dal rettangolo o dal quadrato) ed il cono (dal triangolo).